# Medidas correctoras (medio ambiente)
En el ámbito del cuidado del medio ambiente se denominan medidas correctoras o medidas de atenuación a una serie de acciones las cuales han sido concebidas para corregir aquellos impactos o efectos ambientales negativos producto de la implementación de diversos proyectos o práctica de actividades. En general estas medidas suelen abarcar también a aquellas medidas protectoras que han sido concebidas para prevenir o minimizar los impactos ambientales negativos producto de la ejecución de obras.
Las regulaciones y legislaciones sobre el medio ambiente, de cada país o región, por lo general exigen que si durante las etapas de establecimiento u operación de una determinada actividad (como por ejemplo: una fábrica, una carretera, un aeropuerto) pueden producir efectos ambientales con consecuencias negativas (como por ejemplo: perturbación de hábitats, generación de polvo, liberación de residuos sólidos, líquidos o gaseosos, degradación del paisaje), el estudio de impacto ambiental debe identificar las diversas medidas y planes que deben ser implementadas para mitigar estos efectos negativos.
Las medidas correctoras dependen del tipo de obra o de la acción que se tenga planificado llevar a cabo 